# Heeresoffizierschule (Japan)

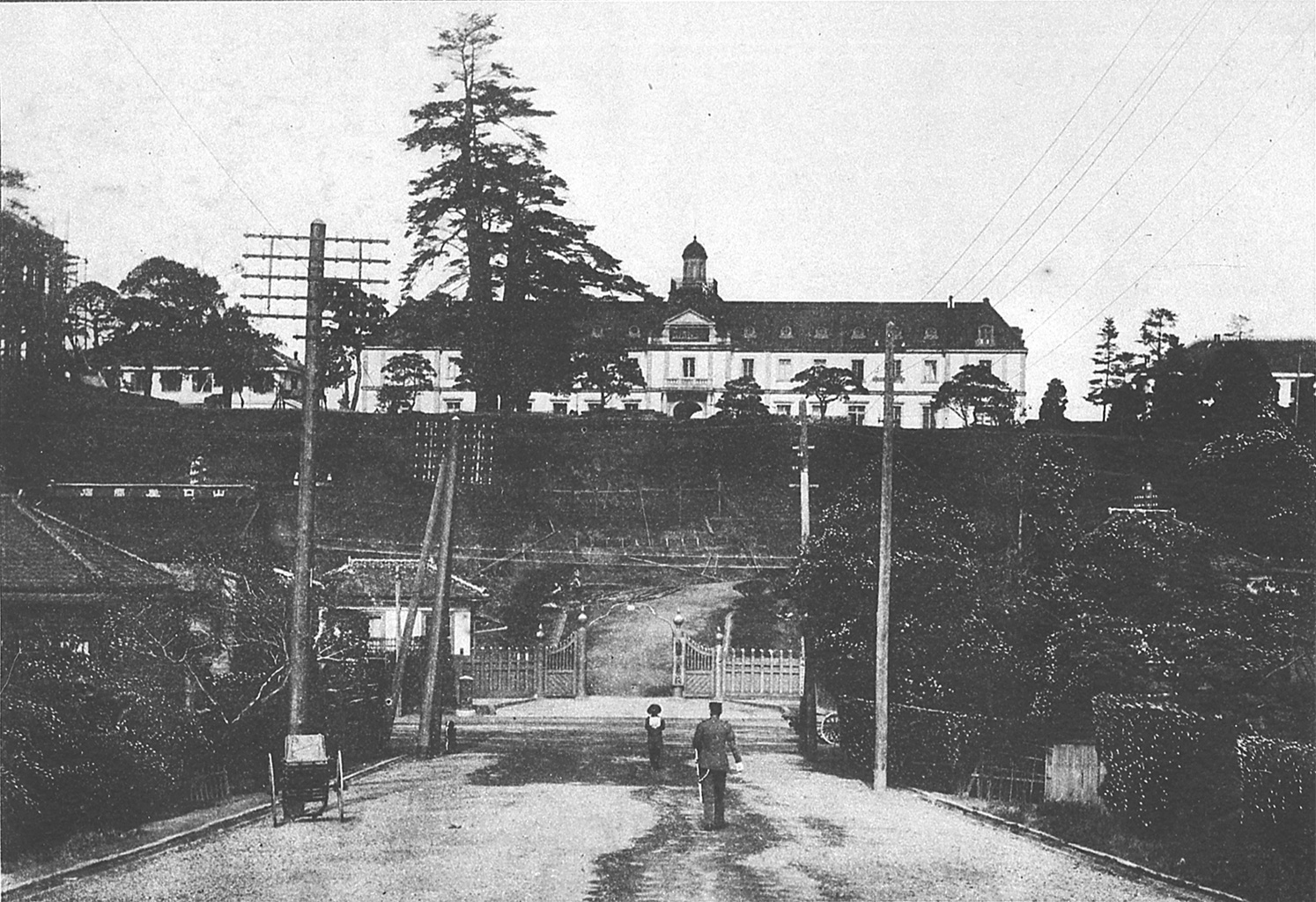
Die Heeresoffizierschule in Ichigaya, Tokio, 1907

An der Heeresoffizierschule von Japan (jap. 陸軍士官学校, Rikugun Shikan Gakkō), auch Haupt-Kadettenanstalt, wurde die Offiziersausbildung der Kaiserlich Japanischen Armee durchgeführt. Sie bot einen Grundkurs für Absolventen der regionalen Kadettenanstalten und der Mittelschulen und einen Sekundarkurs für Offizieranwärter an.

## Geschichte
Die Heeresoffizierschule wurde 1868 in Kyōto unter dem Namen Heigakkō eingerichtet und 1874 in Rikugun Shikan Gakkō umbenannt und nach Ichigaya, Tokio verlegt. Ab 1898 war sie der Heeresbildungsverwaltung unterstellt.
1937 wurde die Schule aufgeteilt. Der Sekundarkurs wurde nach Sagamihara in der Präfektur Kanagawa verlegt, während der Grundkurs nach Asaka in der Präfektur Saitama verlegt wurde. Die Feierlichkeiten zur 50. Abschlussklasse am 20. Dezember 1937 wurden bereits in den neuen Räumlichkeiten in Sagamihara abgehalten und unter anderem von Tennō Hirohito besucht. 1938 wurde die Ausbildung für die Offiziere der Heeresluftwaffe in eine eigene Schule ausgelagert.
Ab Juni 1945 wurde die Schule aufgrund der intensivierten Alliierten Luftangriffe auf Japan vorsorglich geräumt und die etwa 3.000 Schüler auf eine langfristige Geländeübung in die Präfektur Nagano verlegt.
Nach der Kapitulation Japans im September 1945 übernahm ein Bataillon der 1. US-Kavalleriedivision das Schulgelände von den wenigen verbliebenen Wachen. Ende des Jahres wurde die Schule formal aufgelöst. Das Schulgelände in Sagamihara ist gegenwärtig Teil einer Basis der United States Forces Japan.
Als Nachfolgeorganisation kann die Landesverteidigungsakademie der japanischen Bodenselbstverteidigungsstreitkräfte gelten.

## Ausbildung
Zwischen 1937 und 1945 besuchten 18.476 Kadetten die Heeresoffizierschule.
Kandidaten für die Schule wurde in der Regel unter den Absolventen einer der dreijährigen regionalen Kadettenanstalten (陸軍幼年学校, Rikugun Yōnen Gakkō) in Tokio, Osaka, Nagoya, Hiroshima, Sendai und Kumamoto, die um 1910 jährlich etwa 300 Absolventen überwiesen, oder unter Mittelschulabsolventen, welche die körperlichen und geistigen Voraussetzungen erfüllten, ausgewählt. Der Besuch der Heereskadettenanstalten war dabei hauptsächlich den Kindern von Offizieren oder im Kampf gefallenen Soldaten vorbehalten. Der Besuch der Offizierschule war teilweise auch aktiven Soldaten unter 25 Jahren möglich, sofern sie die nötigen Tests bestanden.
Neben der theoretischen Ausbildung wurde auch Kampfkunst und Reiten gelehrt. Nach einer zweijährigen Grundausbildung wurden die Absolventen für acht Monate im Rang eines Feldwebels in ein Infanterieregiment versetzt, um sich mit dem Leben beim Militär und ersten eigenen Kommandoaufgaben vertraut zu machen. Anschließend erfolgte die 20-monatige Sekundarausbildung, welche mit einer erneuten viermonatigen Verwendung in ihrem Infanterieregiment abgeschlossen wurde. Bestand der Kadett seine Abschlussprüfung, wurde er im Rang eines Leutnants in das Heer übernommen und erhielt die Möglichkeit, an der Heereshochschule zu studieren.
Während ihres Bestehens durchliefen auch viele ausländische Kadetten die Ausbildung an der Offizierschule, hauptsächlich aus China. Unter diesen war auch der spätere Präsident der Republik China, Chiang Kai-shek.